# Matilde Bonaparte
Matilde Bonaparte, conocida como la «princesa Matilde» (Trieste, Italia, 27 de mayo de 1820-París, 2 de enero de 1904), fue una aristócrata italiana, sobrina de Napoleón Bonaparte. Muy interesada por la cultura, acogió un salón literario en su casa y practicó la pintura.

## Biografía
Hija de Jerónimo Bonaparte, exrey de Westfalia, y de su segunda esposa, Catalina de Wurtemberg, la princesa Matilde creció en Roma y Florencia, donde sus padres se encontraban exiliados. 
En 1835, a los 15 años, se prometió con su primo Luis Napoleón Bonaparte, el futuro Napoleón III. Su padre, que acababa de enviudar, había perdido gran parte de sus recursos, que procedían esencialmente de su suegro, el rey de Wurtemberg. Con vistas a la boda, Jerónimo Bonaparte compró para los novios, a crédito, el castillo de Gottlieben, cerca del castillo de Arenenberg, donde residían la reina Hortensia y su hijo. No obstante, la boda no llegó a celebrarse, debido en parte a la oposición del rey de Wurtemberg por el pasado carbonario de Luis Napoleón, pero también por las objeciones financieras planteadas por Luis Bonaparte, padre del novio.

### Princesa toscano-rusa

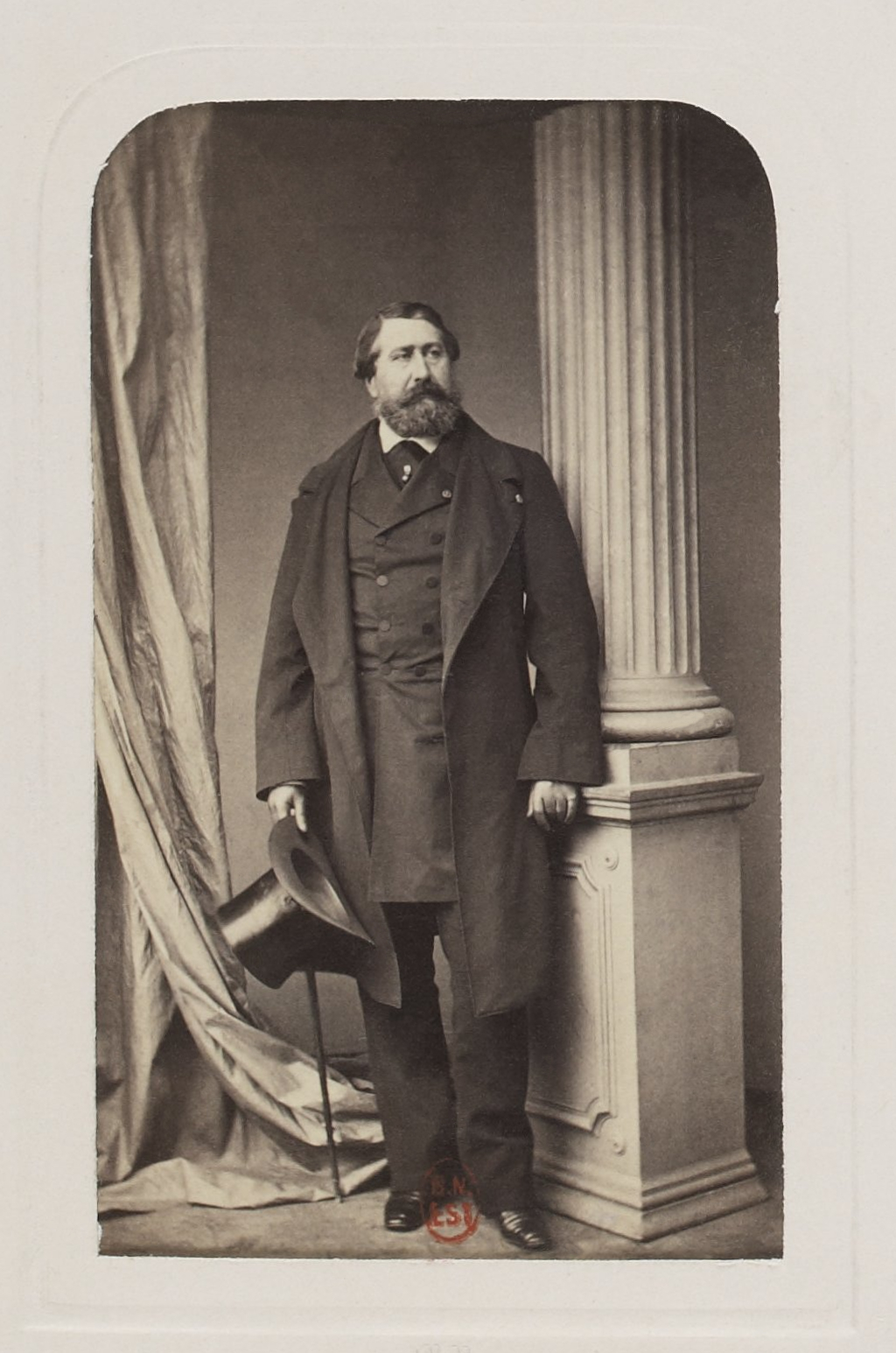
Émilien de Nieuwerkerke, amante de la princesa Matilde

El 1 de noviembre de 1840, Matilde se casó en Florencia con el conde Anatole Demídov, a quien poco antes de la boda, el gran duque Leopoldo II de Toscana le había concedido el título de «príncipe de San Donato» (título no reconocido en Rusia).
Este matrimonio no tuvo hijos ni nunca fue feliz. Demídov, extremadamente rico pero violento, se negó a abandonar a su amante, Valentine de Sainte Algegonde. Matilde huyó a París llevándose las joyas que constituían su dote, pero que Jerónimo Bonaparte, siempre escaso de dinero, había vendido a Demídov antes de la boda. Pese a todo, el tribunal de San Petersburgo condenó a Demídov a pagar una pensión de 200 000 francos anuales a la princesa Matilde, que nunca devolvió las joyas. Los esposos fueron autorizados a separarse en 1847 por decisión personal del zar Nicolás I de Rusia.
Matilde se instaló en París en 1846, a finales del reinado de Luis Felipe, cerca de su amante, el conde Émilien de Nieuwerkerke, a quien había conocido unos años antes en San Donato.
Tras la ascensión de su primo Luis Napoleón a la presidencia de la República, y después a la dignidad imperial, Matilde asumió un papel predominante en la escena parisina y ejercía de primera dama en el palacio del Elíseo junto al emperador, que, aunque estaba oficialmente soltero, vivía en pareja desde 1846 con Harriet Howard, una inglesa divorciada.

### Princesa de Francia

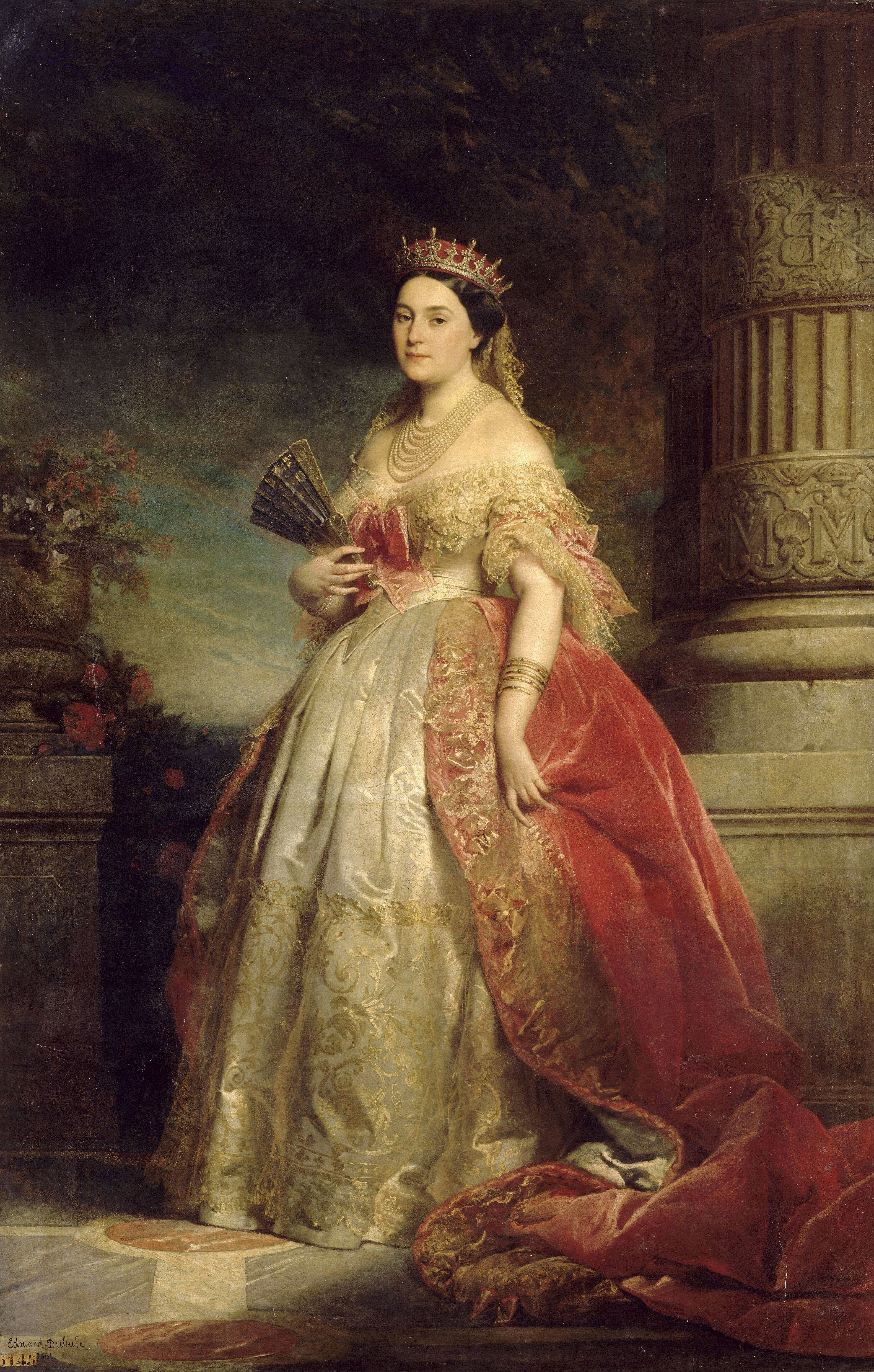
Retrato de Matilde pintado por Édouard Dubufe en 1861

Durante el Segundo Imperio y la Tercera República, mantuvo en París un salón literario muy concurrido. Bonapartista convencida, recibía en su casa escritores de todas las tendencias políticas: Paul Bourget, los hermanos Goncourt, Gustave Flaubert, Turguénev, entre otros. Enemiga de la etiqueta, «acoge a todos sus visitantes con un desenfado que era el refinamiento extremo de la superioridad y de la cortesía», según relata Abel Hermant.
El escritor Théophile Gautier, con quien tenía una relación de amistad, se convirtió en 1868 en su bibliotecario. Matilde publicó más tarde la correspondencia entre ambos.
La princesa Matilde intentó mantener vínculos con la corte de Rusia. Tras la muerte de su primer marido y la caída del Imperio en 1870, se exilió durante algún tiempo en Bélgica, pero poco después volvió a Francia. Tras quedar viuda, el Almanaque de Gotha publicó en 1879 que se había casado en secreto con su amante, el poeta Claudius Popelin, hecho que ella desmintió hasta el punto de romper su relación con él. Matilde fue el único miembro de la familia Bonaparte que permaneció en Francia después de 1886, cuando la República Francesa expulsó a los príncipes de la depuesta dinastía. 
Fallecida en 1904 en París, fue enterrada en Saint-Gratien (Valle del Oise).

## Matilde en la ficción
Una anciana princesa Matilde hace una breve aparición en el libro A la sombra de las muchachas en flor, segundo volumen de la serie En busca del tiempo perdido de Marcel Proust. El personaje menciona que si quiere visitar Los Inválidos, no necesita invitación, ya que tiene sus propias llaves.

## Correspondencia
- El pintor y la princesa: Correspondencia entre la princesa Matilde Bonaparte y el pintor Ernest Hébert: 1863-1904, en francés, publicado por Isabelle Julia. París, Réunion des Musées Nationaux, coll. «Notes et documents des Musées de France», n° 38, 2004. 397 p.,  ISBN 2-7118-4747-0